# Соколов, Леонид Александрович
Леонид Александрович Соколов (1870—1921) — русский духовный писатель и богослов.

## Биография
Родился 5 (17) февраля 1870 года в семье священника Варженской Иоанно-Богословской церкви Вологодской епархии А. В. Соколова (1844—1904). После Устюжского духовного училища и Вологодской семинарии (1884—1890) в 1890—1894 годах учился в Московской духовной академии, по окончании которой кандидатом богословия был оставлен профессорским стипендиатом — с 16.8.1894 по 16.8.1895, после чего с 21 сентября 1895 года был определён преподавателем в Вологодскую семинарию. В это же время появились его первые статьи в журналах.
С августа 1907 года — преподаватель словесности и педагогики в Киевской женской гимназии; с 1912 года — доцент, затем профессор Киевской духовной академии. 
В 1915 году в Киеве защитил магистерскую диссертацию «Епископ Игнатий Брянчанинов. Его жизнь, личность и морально-аскетические воззрения».
Был награждён орденами Св. Станислава и Св. Анны 3-й степеней.
Умер в 1921 году.